# Артьомов Сергій Вікторович
Сергій Вікторович Артьомов (нар. 18 листопада 1980, Луганськ, УРСР) — український футболіст, півзахисник.

## Життєпис
Вихованець луганської «Зорі», перші тренери — А.Д. Шакун та А.С. Тарасов.
Розпочав професіональну кар'єру 8 травня 1998 року, в «Авангард-Інтері», з Ровеньків яка грала у Другій лізі.
У 2000 році перейшов у «Динамо» зі Стаханова, в якому зіграв один матч. Наступного сезону перейшов до «Сталі» з Алчевська, в складі якої він вийшов до вищої ліги (де дебютував 17 липня 2005 року).
У 2006 році перейшов у єреванський «Бананц». У 2011 році вистпупав в аматорському чемпіонаті України за «Попасну».